# Wheatland (Nowy Jork)
Wheatland – miasto w Stanach Zjednoczonych, w stanie Nowy Jork, w hrabstwie Monroe.